# Огненный шар
«Огненный шар» (англ. The Fireball) — американский драматический фильм 1950 года режиссёра Тэя Гарнетта. В главных ролях снялись Микки Руни и Пэт О'Брайен, а также Мэрилин Монро в эпизодической роли.

## Сюжет
Джонни Касар сбегает из приюта для своенравных мальчиков, устав от того, что его дразнят за то, что все считают его плохим спортсменом из-за низкого роста. Вскоре он находит пару роликовых коньков и знакомится с Бруно Кристалом, который позволяет ему мыть посуду в своём кафе, в то время как священник, управляющий домом, отец О'Хара, тайно следит за ним.
Уличная команда фигуристов проявляет интерес к Джонни после того, как он демонстрирует свои способности в спорте. Он сталкивается с Маком Миллером, дерзким чемпионом, и влюбляется в Мэри Ривз, ещё одну ведущую фигуристку. В конечном итоге Джонни участвует в матчах против Миллера, где они по очереди обыгрывают друг друга.
По мере того, как его слава растёт, Джонни становится таким же высокомерным, как Миллер, и даже хуже. Жизнь принимает плохой оборот, когда ему ставят диагноз полиомиелит. Затем следует долгий период физиотерапии, пока прикованный к инвалидной коляске Джонни пытается вернуть свою жизнь в прежнее русло.

## В ролях
| Актёр          | Роль         |
| -------------- | ------------ |
| Микки Руни     | Джонни Касар |
| Пэт О’Брайен   | Отец О'Хара  |
| Беверли Тайлер | Мэри Ривс    |
| Джеймс Браун   | Аллен        |
| Милбёрн Стоун  | Джефф Дэвис  |
| Мэрилин Монро  | Полли        |